# Brongniartia parvifolia
Brongniartia parvifolia är en ärtväxtart som beskrevs av Joseph Nelson Rose. Brongniartia parvifolia ingår i släktet Brongniartia och familjen ärtväxter. Inga underarter finns listade i Catalogue of Life.